# I Just Had Sex
I Just Had Sex is een nummer van de Amerikaanse komische hiphopgroep The Lonely Island, in samenwerking met de R&B-artiest Akon, uitgebracht op 19 december 2010. Het nummer is geproduceerd door DJ Frank E & Drumma Boy en werd uitgebracht als de eerste single van hun tweede studioalbum, The Dudes. 
De videoclip van het nummer had zijn première in het Amerikaanse televisieprogramma Saturday Night Live, waarvoor de leden van The Lonely Island, Andy Samberg, Jorma Taccone en Akiva Schaffer, werken. Jessica Alba, Blake Lively en John McEnroe verzorgden gastoptredens in de clip. 
De videoclip werd tevens via hun officiële YouTube-account op het internet geplaatst. Op 13 februari 2011 was het nummer reeds 50 miljoen keer bekeken. In de Verenigde Staten werd het nummer binnen twee weken meer dan 250,000 keer verkocht.